# Мері Тофт
Мері Тофт (зрідка Тофтс, в дівоцтві Денаєр; нар. близько 1701 — 1763) — мешканка англійського містечка Годалмінг графства Суррей, що стала центральною постаттю гучного скандалу навколо її псевдовагітності кроликами. 
1726 року Мері Тофт завагітніла, проте пережила викидень. Вона стверджувала, що народила фрагменти тварин, чим зацікавила місцевого хірурга Джона Ховарда, який почав розслідувати даний випадок. Приймаючи пологи, лікар виявив не людський плід, а частини тваринних організмів, про що розповів низку відомих лікарів. Вони своєю чергою звернулися до Натанієля Сент-Андре, придворного хірурга британського короля Георга I. 
Монарх звелів перевірити справжність історії. Дослідивши наявні свідчення, Сент-Андре дійшов думки, що випадок Тофт не сфальсифікований. До його висновків скептично поставився Кіріак Алерс — інший хірург, посланий королем до Мері Тофт. Тофт, яка до того часу вже набула популярності, привезли до Лондону, де її ретельно вивчили й помістили під безперервне спостереження. Коли з'ясувалося, що вона більше не в змозі народжувати кроликів, жінка зізналася в обмані й була заарештована за звинуваченням у шахрайстві. 
Як наслідок, хвиля насмішок посіяла паніку в медичному середовищі й коштувала кар'єри ряду великих хірургів. Випадок з Мері Тофт неодноразово обігрувався у сатирі, зокрема у серії гравюр Вільяма Гоґарта, відомого критикою притаманної лікарям довірливості. Мері Тофт була звільнена без пред'явлення звинувачень й відпущена додому.

## Розголос
Історія Тофт вперше привернула увагу громадськості в кінці жовтня 1726, коли чутки досягли Лондона. Зокрема, 19 листопада відповідна замітка з'явилася у виданні Mist's Weekly Journal:

## Розслідування
До середини листопада королівська сім'я настільки зацікавилася випадком Тофт, що направила Сент-Андре і  Семюела Моліньё, секретаря принца Вельського розслідувати справу. Судячи з усього, представники короля не залишилися розчаровані: після прибуття в Гілдфорд 15 листопада вони, супроводжувані Ховардом, стали свідками твори на світло кролячого тулуба. Записи Сент-Андре докладно описують результати, отримані ним при вивченні кролика. Щоб перевірити, дихало чи істота повітрям, він помістив частина його легені в воду — плоть спливла. Потім Сент-Андре провів обстеження Тофт, уклавши, що кролики розлучалися в її  фаллопієвих трубах. Пізніше в той же день, в момент відсутності докторів, вона знову викинула тулуб кролика, яке було вивчено обома фахівцями. Вони знову заглянули до Тофт ввечері — вона знову відчувала важкі сутички. Жінка знову пройшла медичне обстеження, після чого Сент-Андре прийняв «пологи» частин кролячої шкури, а ще через кілька хвилин — кролячої голови. Лікарі вивчили отриманий матеріал, зазначивши при цьому схожість деяких частин плоті з органами кота.
Вражений король направив слідом за Сент-Андре хірурга Кіріака АЛЕРС. Він приїхав в Гілдфорд 20 листопада і, оглянувши пацієнтку, що не виявив у неї жодної ознаки вагітності. Можливо, він запідозрив Тофт в шахрайстві ще тоді, оскільки вона тримала коліна і стегна щільно притиснутими, немов перешкоджаючи випаданню якогось об'єкта. Сумнівним АЛЕРС здалося і поведінку Ховарда, який заборонив королівському хірургу сприяти прийняттю пологів. При цьому слід зазначити, що в одній з попередніх процедур Алерс, що не мав належного акушерського досвіду, заподіяв Тофт сильний біль. Переконавшись у постановчому характері патології, Алерс ствердив, що нібито повірив у справжність справи. Потім він, вибачившись, виїхав до Лондона, забравши з собою зразки кролячої плоті. Алерс ретельно вивчив докази та з'ясував, що плоть зазнала ручної обробки. У посліді він виявив елементи соломи та зерен.
21 листопада Алерс доповів про свої знахідки королю, а потім і деяким іншим високопоставленим особам. На наступний день Ховард направив АЛЕРС лист, в якому просив про повернення зразків плоті. Підозри АЛЕРС турбували як Ховарда і Сент-Андре, так і, ймовірно, короля, який два дні потому відрядив Сент-Андре з колегою в Гілдфорд. Після прибуття їх зустрів Ховард, що сповістив докторів про двох нібито новонароджених кроликах. Вона також викинула кілька фрагментів, ідентифікованих як частини плаценти. Потім її стан погіршився; вона скаржилася на безперервний біль у правій стороні живота. Бажаючи запобігти діям АЛЕРС, Сент-Андре зібрав  письмові свідчення низки свідків, що, своєю чергою, могло поставити чесність АЛЕРС під сумнів. 26 листопада Сент-Андре провів для короля анатомічну демонстрацію, яка підтверджувала історію Тофт. Згідно з його записів, ні він, ні Моліньё не здогадувалися про можливе шахрайство жінки.
Король знову направив Сент-Андре в Гілдфорд, бажаючи привезти Тофт в Лондон і продовжити дослідження. Доктора супроводжував відомий акушер Річард Маннінга, другий син єпископа Чичестерського Томаса Маннінгема, і лицар з 1721. Він вивчив Тофт і встановив, що права частина її живота трохи збільшена. Крім того, Маннінга прийняв у Тофт об'єкт, який він розпізнав як сечовий міхур кабана, викликавши тим самим незгоду Сент-Андре і Ховарда. Примітно, що об'єкт викликав у Маннінгема підозри, оскільки він випускав запах  сечі. Всі учасники процесу домовилися зберігати подію в секреті, і вже 29 листопада Тофт влаштувалася в лазнях Лейсі на Лестерський полях.

## Експертиза
Сент-Андре описав Тофт (F) як має здорове сильне додавання, невеликий розмір і світлий колір обличчя, проте вельми дурну — яка не вміє читати і писати — і похмурого характеру. Її чоловік (E) — бідний кравець з Годлімана, що став батьком трьох дітей Мері
Опублікована на зорі газетної епохи історія незабаром стала національною сенсацією. Частина видань сприймала випадок скептично, а  Norwich Gazette  і зовсім назвала розповідь жіночими плітками. Попри підозрілість історії, багато лікарів хотіли особисто побачити пацієнтку. Згодом політичний оглядач Джон Херві в листі своєму другові Генрі Фоксу писав: Під суворим контролем Сент-Андре жінку оглянули кілька великих лікарів і хірургів, серед яких був і Джон Мобрей. У книзі «Жіночий лікар» (англ. The Female Physician) Мобрей висунув припущення про те, що жінки можуть народжувати якась істота, назване їм «Сутеркін». Мобрей був прихильником існувала в тому час теорії  материнського відбитка, згідно з якою зачаття і вагітність могли підпадати під вплив думок або спогадів матері. Передбачалося, що тісна взаємодія майбутніх матерів з домашніми тваринами може зробити їх дітей схожими на худобу. Повідомлялося, що Мобрей був щасливий побачитися з Тофт, випадок якої підтверджував його погляди. Інший же відомий лікар Джеймс Дуглас, як і Маннінга, вважав, що відбувалося шахрайством і, попри неодноразове запрошення Сент-Андре, відсторонився від процесу. Дуглас був одним з найбільш шанованих анатомів країни і відомим акушером, в той час, як статус Сент-Андре часто асоціювали з його вмінням говорити на  німецькому — рідною мовою короля. Розуміючи це, Сент-Андре відчайдушно домагався присутності Дугласа і Маннінгема: після сходження  Георга I на трон в політиці країни стали домінувати віги, з якими були пов'язані обидва доктори. Їх участь могло зміцнити становище Сент-Андре як лікаря і як філософа. Нарешті Дуглас, який вважав народження кролика жінкою рівноімовірними народженню немовляти кролицею, все ж приїхав оглянути Тофт. Втім, після огляду і повідомлення Маннінгема про сечовий міхур Дуглас відмовив Сент-Андре в подальшій участі: